# Valle Central (Costa Rica)
El Valle Central, también llamado Meseta Central, Depresión Central o Valle Intermontano Central, es una región geográfica ubicada en el centro de Costa Rica, en la cual se encuentra la Gran Área Metropolitana. Esta es la mayor zona desarrollada de Costa Rica, en la cual se realizan las más importantes actividades del país.

## Ubicación en el espacio
Geológicamente, el área corresponde a una depresión tectónica. Ocupa una extensión aproximada de 3250 km² y una altitud promedio de 1400 m s. n. m.
El Valle Central abarca desde San Ramón de Alajuela en el oeste, hasta Paraíso de Cartago en el este. Al norte limita con las montañas de Heredia, el Volcán Barva, el Volcán Irazú, y otros. Al sur limita con las estribaciones de la Cordillera de Talamanca y el valle del río Tárcoles al suroeste. Se divide en dos secciones, el Valle Occidental y el Valle del Guarco, conocido también como Valle Oriental, los cuales se encuentran subdivididos por el collado de Ochomogo. Es en este último donde se encuentra la tercera ciudad más importante de Costa Rica: Cartago.

## Poblaciones importantes
El Valle Central es asiento de las ciudades más importantes de Costa Rica:
- San José
- Heredia
- Alajuela
- Cartago

También es sitio de otras poblaciones importantes de menor tamaño, como Grecia, Naranjo, Palmares, San Ramón, etcétera. Más de la mitad de la población del país se ubica en el Valle Central, que también es sede de las oficinas del gobierno y de las principales instituciones y actividades económicas.

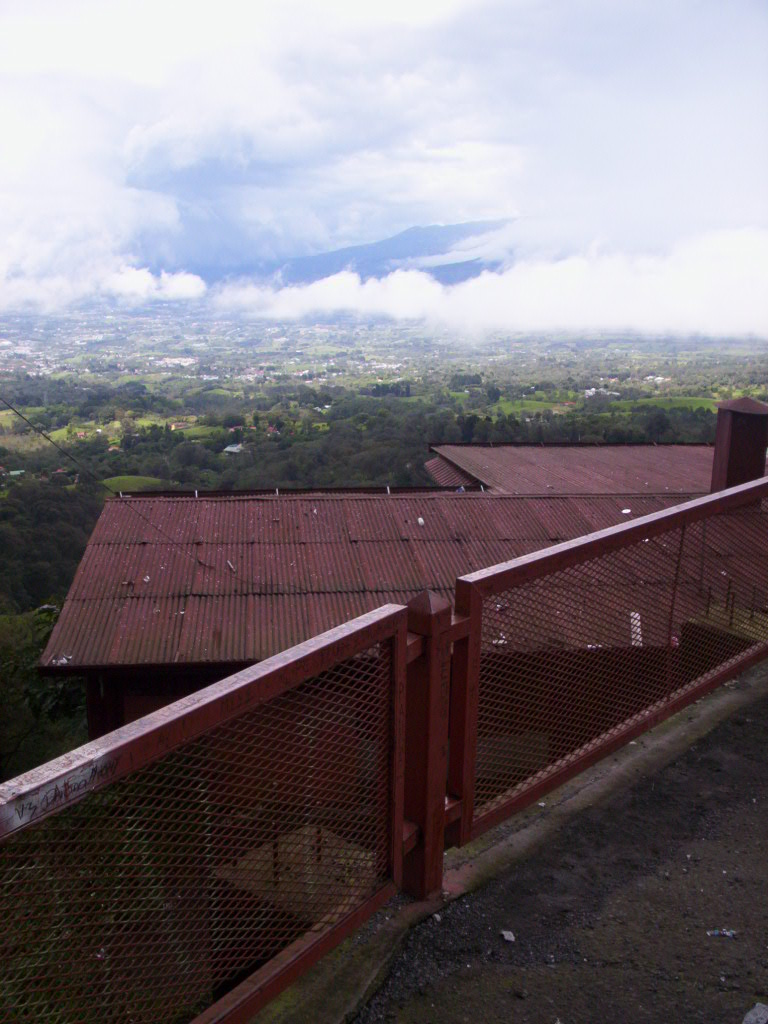
Valle Central, visto desde Rancho Redondo (al norte).

## Topografía y clima
En promedio, el Valle Central oscila entre los 800 m s. n. m. (Alajuela, La Garita) y los 2100 m s. n. m. (Las Nubes de Coronado (2020 m s. n. m.), Rancho Redondo (2048 m s. n. m.), Llano Grande (2056 m s. n. m.), Tierra Blanca (2080 m s. n. m.), San Juan de Chicuá (2770 m s. n. m.). Presenta una temperatura que oscila entre los 13 °C y los 30 °C, dependiendo de la época del año y de la altitud donde se efectúe la medición. La capital, San José, presenta una temperatura promedio de 22 °C.
Su geografía tiende a poseer colinas y elevaciones suaves, que van aumentando hacia las montañas que delimitan el valle. En general, no presenta variaciones extremas, ni accidentes geográficos de gran magnitud. Está profusamente atravesado por diversos cauces fluviales, y es en el Valle Central donde se originan ríos como el María Aguilar, Torres, etc.
El valle está rodeado por una serie de cerros, montañas y filas montañosas: cerro Guararí (2559 m s. n. m.); volcán Barva (2906 m s. n. m.); cerro Chompipe (2259 m s. n. m.); cerro Delicias (2290 m s. n. m.); cerro Tibás (2179 m s. n. m.); cerro Turú (2139 m s. n. m.); cerro Zurquí (2010 m s. n. m.); cerro Hondura (2047 m s. n. m.); cerro Pico de Piedra (2661 m s. n. m.); cerro Cabeza de Vaca (2790 m s. n. m.); volcán Irazú (3432 m s. n. m.); cerros de La Carpintera (1870 m s. n. m.); fila Ventolera; lomas de Salitral y San Antonio; cerro Pico Alto (2353 m s. n. m.); cerro Rabo de Mico (2428 m s. n. m.); cerro San Miguel (2136 m s. n. m.); cerro Cedral (2320m s. n. m.); cerro Pico Blanco (2271 m s. n. m.) y fila de Escazú.
Al igual que casi todo el país (exceptuando la vertiente del Caribe), presenta dos épocas bien definidas:
- La época seca (llamada "verano" en Costa Rica), caracterizada por la predominancia de vientos alisios, días sin nubes, y temperaturas bajas. Va de noviembre a abril.
- La época húmeda (o "invierno"), presenta cuantiosas lluvias que se presentan generalmente en horas de la tarde, y sobre todo en mayo y octubre, la humedad atmosférica aumenta junto con la temperatura. Va de mayo a octubre/noviembre.

## Actividades económicas
Son diversas, van desde el cultivo de papa y chayote en Cartago, hasta la producción de microprocesadores en la planta de Intel en Belén, Heredia. También existe comercio y servicios (bancos, hospitales, universidades, etc.) de todas las clases posibles que ofrece el país. En el Valle Central también está el principal aeropuerto del país, el Aeropuerto Internacional Juan Santamaría.
El Valle Central mantiene una importante relación con diversas partes del país, con las cuales se conecta a través de la Carretera Interamericana, y de otras vías. También 
El Valle Central tiene como columna vertebral las carretereas Interamericana Norte que une la capital San José con Alajuela en su sección de la Autopista General Cañas y la Interamericana Sur Cartago en la sección de la Radial Curridabat y Autopista Florencio del Castillo. Asimismo posee otras carreteras importantes como ruta 32 en su sección Autopista y Carretera Braulio Carrillo se conecta con Limón y el puerto de Moín a través del túnel Zurquí, que cruza el Parque Nacional Braulio Carrillo, así como la ruta 27 en la sección Autopista Próspero Fernández hacia el puerto de Caldera. Posee una carretera de Circunvalación bajo la numeración de ruta 39 que oficialmente se llama Paseo de la Segunda República que ayuda a que en ingrese al casco central de la ciudad de San José.
Puede afirmarse que el único servicio de infraestructura de gran relevancia que no se encuentra en el Valle Central es un puerto marítimo.
La Meseta Central alberga los principales núcleos urbanos de Costa Rica y constituye una de las regiones de mayor desarrollo tanto urbano como rural. Posee amplias zonas dedicadas a la agricultura y la ganadería, y concentra la mayor parte de la población del país. Esta región es reconocida internacionalmente por la producción de café de alta calidad, destinado a la exportación, así como por su riqueza y diversidad cultural.